# Drag show

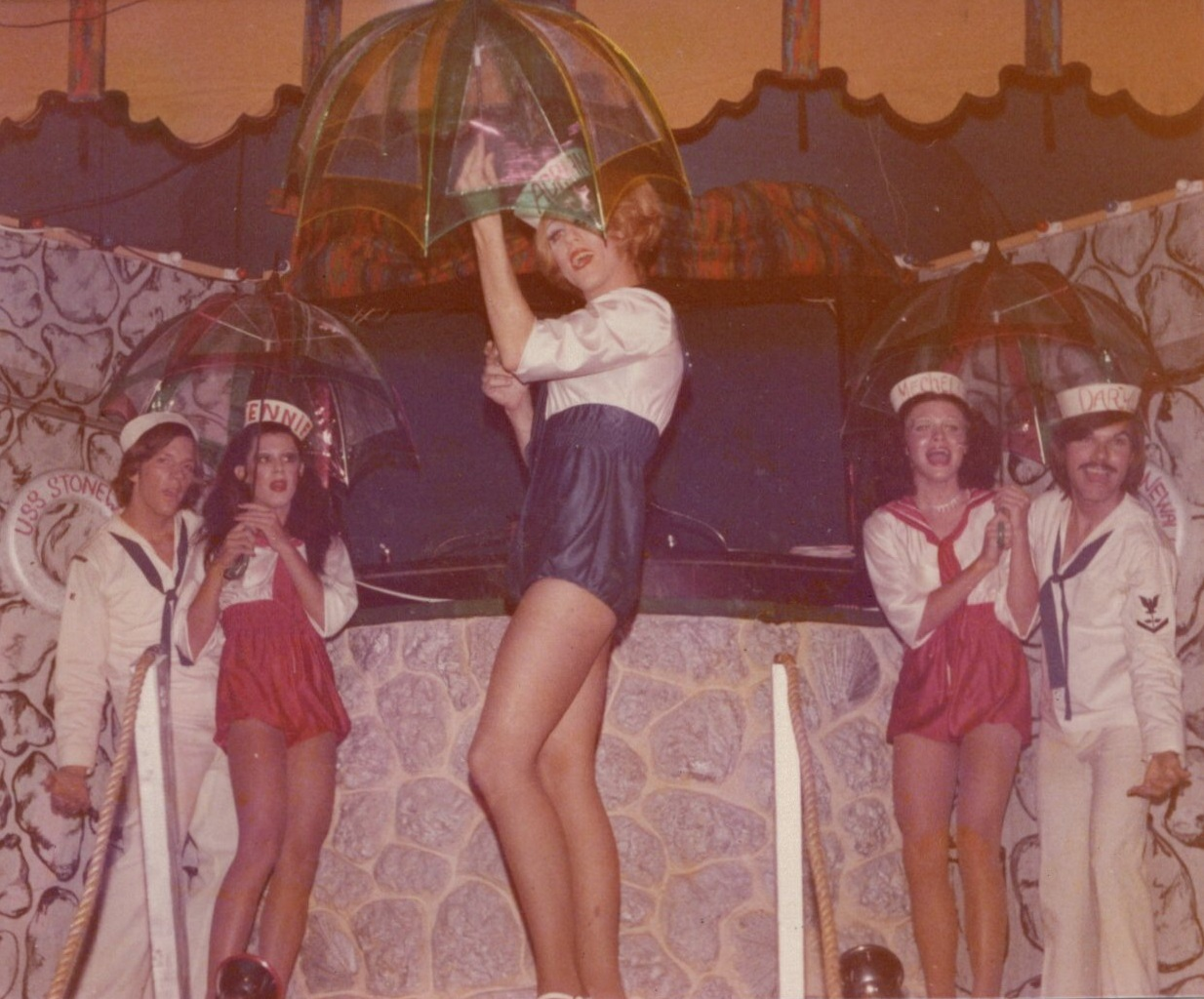
drag show en la Discoteca Stonewall en Miami Beach, Florida, 1972.

Un drag show (tdl. ‘espectáculo drag’) es una forma de entretenimiento realizada por artistas drag que personifican a hombres o mujeres, típicamente en un bar o club nocturno, como un evento de estilo burlesque con temática para adultos.
El drag show moderno se originó en los speakeasy y bares clandestinos de Estados Unidos durante la Ley Seca de los años 1920 y 1930, en lo que se conoció como la pansy craze. El drag se convirtió en parte de la cultura gay y en una forma de entretenimiento generalmente disfrutada por adultos en bares.
Típicamente, un drag show involucra a artistas que cantan o hacen sincronización labial con canciones mientras bailan o realizan una pantomima preplaneada. También puede incluir comedia, skits e interacción con el público. Los artistas a menudo reciben propinas en efectivo de los miembros del público. Los artistas suelen usar disfraces elaborados y maquillaje, y a veces se visten para imitar a cantantes o personalidades famosas del sexo opuesto. A menudo se incluyen bailarines jóvenes masculinos. Otros eventos están centrados en entretenimientos tipo drag show, como el Southern Decadence de Luisiana, donde la mayoría de las festividades son lideradas por los Grand Marshal (Gran Mariscal), que tradicionalmente son drag queens.

## Historia y desarrollo

### Primeros años
Los primeros drag balls conocidos en los Estados Unidos tuvieron lugar en Harlem en la década de 1920, en el Rockland Palace. Estos espectáculos presentaban actuaciones extravagantes de gays y lesbianas que personificaban al sexo opuesto y competían entre sí en desfiles de moda. Los drag balls de Harlem estaban compuestos principalmente por personas de color. Las personas blancas no estaban excluidas, pero generalmente no participaban. Los drag balls eran eventos sociales que reunían a personas en los márgenes de la sociedad y a menudo debían reunirse en secreto.
Durante la Segunda Guerra Mundial, los drag shows de parodia también fueron una forma regular de entretenimiento para los soldados, quienes se vestían como mujeres con apariencia humorística y realizaban espectáculos entre ellos.

### Jewel Box Revue
Doc Benner y Danny Brown produjeron el espectáculo que comenzó en Miami, Florida, en un bar gay conocido como Club Jewel Box. Este espectáculo sentaría las bases para el drag show itinerante conocido como «Jewel Box Revue». El Jewel Box Revue fue el drag show más longevo, que se presentó desde los años 1940 hasta los 1970 en todo Estados Unidos. Tenían al menos diez actuaciones específicas en su repertorio, lo que era útil para espectáculos que se prolongaban durante más tiempo en el mismo lugar. El espectáculo tenía su propia música y bailes que fueron compuestos y coreografiados para los artistas, quienes también realizaban skits de comedia y algunas actuaciones stand-up. El revue estaba compuesto por un grupo diverso que incluía afroamericanos, latinos, nativos americanos y blancos, lo cual era inusual para la época anterior al Movimiento por los Derechos Civiles.
De 1955 a 1969, el Maestro de ceremonias y único drag king del revue fue la lesbiana butch birracial Stormé DeLarverie, cuyo enfrentamiento con la policía en junio de 1969, según DeLarverie y muchos testigos presenciales, fue la chispa que desató el levantamiento de Stonewall en Greenwich Village, Nueva York.
Muchos de los lugares donde actuaban formaban parte del «circuito chitlin», como el Howard Theatre (Washington D. C.), el Baltimore-Royal Theatre, el Teatro Uptown (Filadelfia) y el Teatro Regal en Chicago. En 1959 comenzaron a actuar en Teatro Apollo en Nueva York y siempre llenaban el lugar cuando llegaban a la ciudad.
En los años 1960, se implementaron leyes y regulaciones contra el travestismo, y el Jewel Box Revue se ralentizó un poco. Aunque lugares como Los Ángeles tenían prohibiciones, aún se les permitía actuar en ciertos teatros. Finalmente, las leyes y regulaciones contra el travestismo dificultaron las actuaciones del Jewel Box Revue.
En 1975, el Jewel Box Revue actuó por última vez en una producción en el Bijou Theater en Nueva York.
En 1987, Michelle Parkerson lanzó el primer corte de la película, Stormé: The Lady of the Jewel Box, sobre DeLarverie y su tiempo con el revue.

### Pearl Box Revue
En 1955, el Pearl Box Revue comenzó sus actuaciones en Nueva York. El Pearl Box Revue fue un drag show con artistas exclusivamente negros que se prolongó durante veintisiete años hasta 1982. Dorian Corey fue una de las artistas en el Pearl Box Revue y también una de las drag queens en el documental de Jennie Livingston conocido como Paris is Burning.

### Disposable Boy Toys
El Disposable Boy Toys (DBT) fue un grupo de drag kings de Santa Bárbara, California. El grupo comenzó en mayo de 2000 y tenía 31 miembros, en su mayoría blancos, queer y transgénero, y era un colectivo feminista. Sus actuaciones se centraban en desmantelar el racismo, el sexismo, los binarios de género, los cuerpos ideales e incluso el militarismo, y mayormente actuaban en espacios queer o progresistas para recaudar fondos y participar en marchas. La sincronización labial y el baile eran componentes regulares de sus espectáculos. DBT era conocido por actuar en eventos benéficos para recaudar dinero para causas políticas y comunitarias.
DBT se disolvió en agosto de 2004, y aunque no se separaron oficialmente, nunca volvieron a actuar juntos.

### After Dark

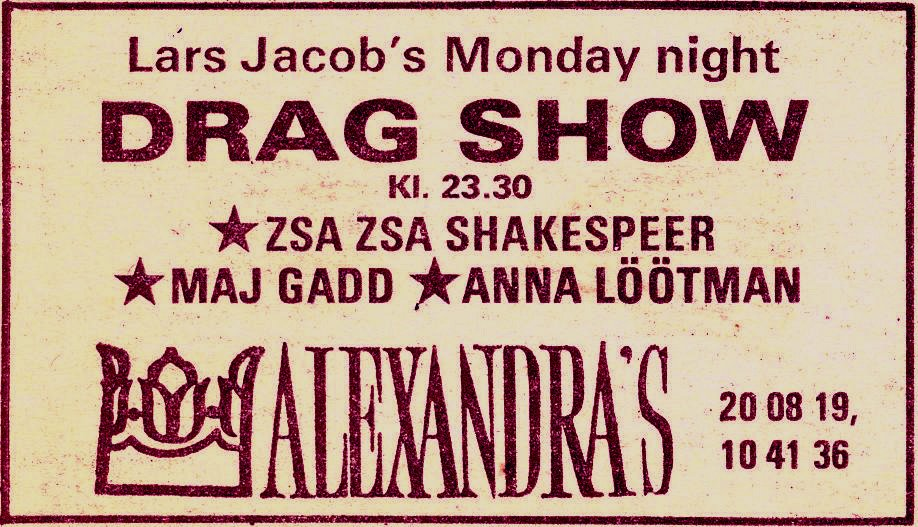
Anuncio de drag show sueco de 1976.

After Dark fue un grupo sueco fundado en 1976 que actuó durante más de 40 años, principalmente en Suecia, pero intermitentemente también en Estados Unidos y España.

### Provincetown, Massachusetts
Provincetown, Massachusetts, es hogar de algunos de los artistas drag más famosos y en los meses de verano hay varias actuaciones en cualquier noche dada. El 24 de julio de 2018, Provincetown fue sede del primer Drag Camp, un campamento para artistas drag para perfeccionar sus habilidades y actuar para audiencias en vivo. El campamento duró dos semanas (hasta el 4 de agosto de 2018) y presentó a artistas drag famosos. Jinkx Monsoon, Peaches Christ y Raja fueron algunas de las artistas drag más famosas que asistieron al Drag Camp y tuvieron sus propias sesiones de talleres sobre cómo aplicar maquillaje o actuación cómica, entre muchos otros. Las actuaciones drag en Provincetown, también conocido como Ptown, son legendarias, por lo que el Drag Camp aterrizó allí.

### Drag brunch

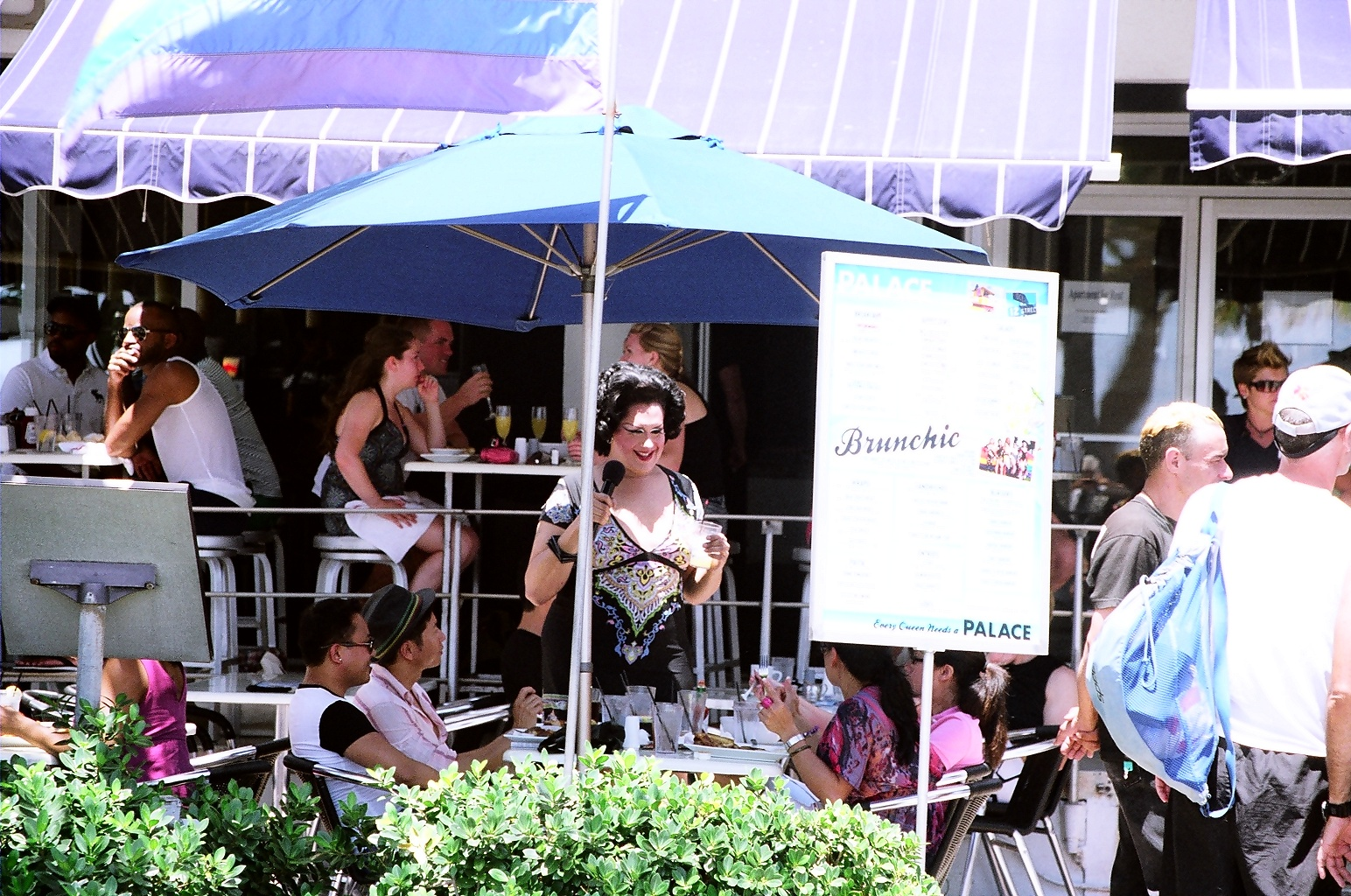
Brunch y drag show en South Beach durante el fin de semana del Memorial.

Un drag brunch es un tipo de drag show en el que drag kings y drag queens actúan para una audiencia mientras se sirve comida y bebida típica de un brunch. Los eventos presentan baile, canto y actuaciones de comedia.
Aunque típicamente se realizan en bares y clubes nocturnos LGBT, los restaurantes también se han convertido en un lugar popular para los drag brunch. La práctica es especialmente popular en centros urbanos con grandes poblaciones gay, como ciudades como Nueva York, Miami, Atlanta, Las Vegas, Quebec y Nueva Orleans. El historiador de drag y profesor de la Universidad de Nueva York, Joe E. Jeffreys, cree que el aumento de la popularidad del drag brunch se debe a los locales LGBT que surgieron entre los años 1950 y 1990, como Lucky Cheng's, Lips NYC y Club 82. En un artículo titulado «La importancia del drag brunch en Nueva York», Jeffreys describió cómo estos lugares tienen la capacidad de exponer a nuevas audiencias al arte drag. «[Las personas] pueden sentarse en un drag brunch y disfrutar de una deliciosa frittata de espinacas y un Bloody Mary mientras aprenden esta lección a través de la observación. Comienzan a entender que el género y el drag no son cosas aterradoras», dijo Jeffreys. «Es divertido y festivo como puede ser un brunch.»
Los drag brunch con temática gospel se han realizado en todo Estados Unidos. El local de drag Lips comenzó los drag brunch gospel en Fort Lauderdale, Florida, en 2007. Otros lugares, como San Antonio, Texas, también han visto un aumento en los drag brunch gospel. Además de comida, bebidas y las actuaciones habituales que uno esperaría ver en un drag brunch, los drag brunch gospel también presentan a artistas con túnicas de coro interpretando versiones de canciones gospel clásicas.

## Cultura popular

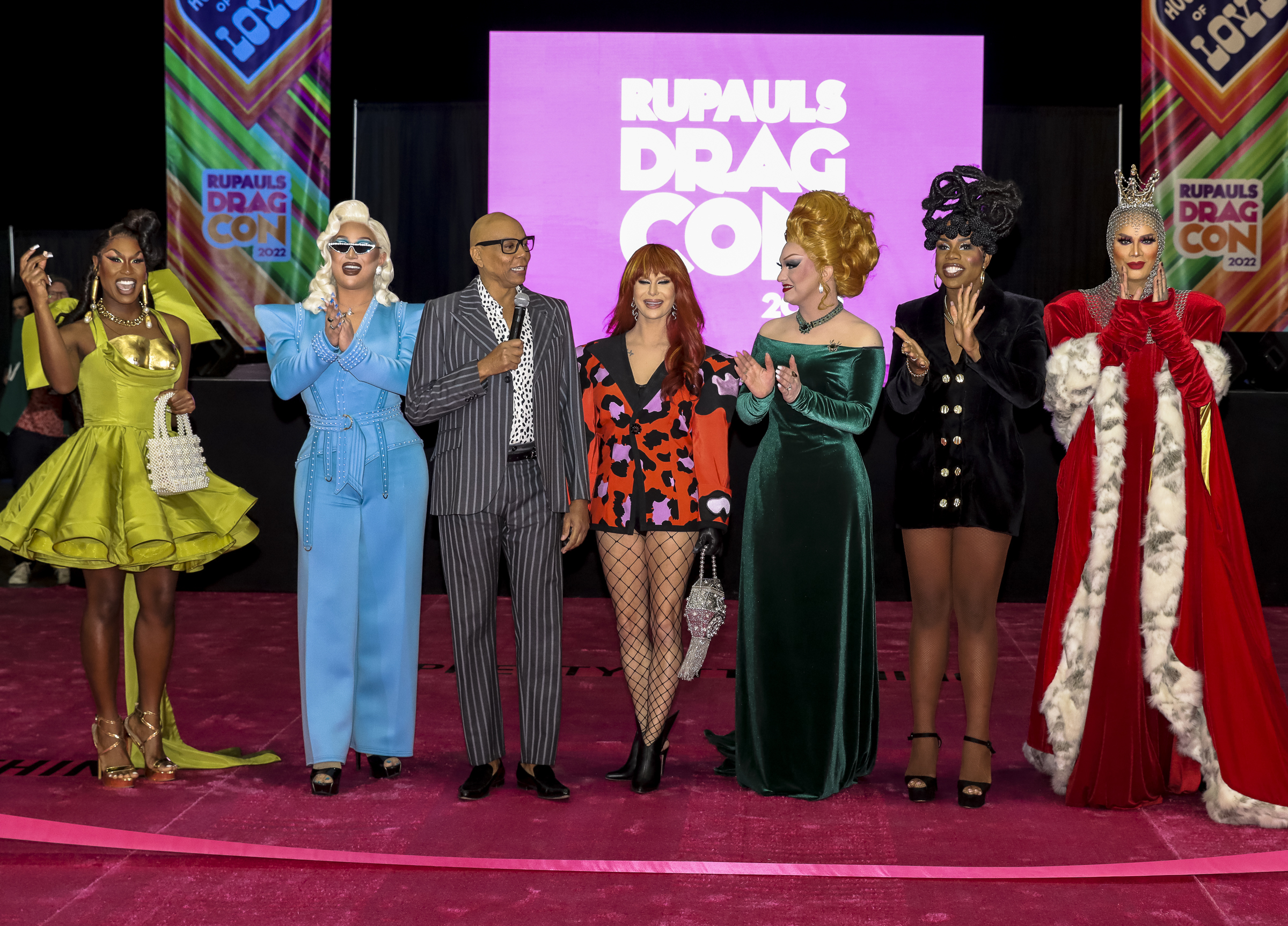
RuPaul con los concursantes de All Stars 7 en LA DragCon 2022, por dvsross.

Los drag shows se han vuelto más populares con el documental Paris is Burning y programas como RuPaul's Drag Race. Películas como The Birdcage y To Wong Foo, Thanks for Everything! Julie Newmar también han popularizado la cultura del drag. Estas películas, junto con RuPaul's Drag Race, tienen una gran base de fans heterosexuales. Tanto el musical como la versión cinematográfica de A Chorus Line hacen referencia a los drag shows, con el personaje de Paul relatando sus experiencias como intérprete en la compañía itinerante del Jewel Box Revue.